# Großer Preis von Deutschland 1953
Der Große Preis von Deutschland 1953 (offiziell XVI Großer Preis von Deutschland) fand am 2. August auf dem Nürburgring in Nürburg statt und war das siebte Rennen der Automobil-Weltmeisterschaft 1953.

## Bericht

### Hintergrund
Vor dem Start stand die Titelverteidigung von Alberto Ascari fast schon fest. Er hatte bis dahin 33,5 von den 36 laut Reglement in der Saison möglichen Punkten erreicht. Lediglich Mike Hawthorn und Juan Manuel Fangio hatten noch eine Minimalchance auf den Titel, sollten sie alle noch ausgestehenden Rennen gewinnen und dabei die schnellste Runde fahren, Ascari jedoch maximal einen Punkt (und Fangio keine Punkte) erzielen, so wären Hawthorn auf 35 bzw. Fangio auf 34 Punkte gekommen und hätten ihn noch übertreffen können.
José Froilán González hatte sich bei einem Sportwagenrennen in Lissabon eine Woche zuvor verletzt und fiel für den Rest der Saison aus. Er stand zwar noch auf der Nennliste, das Maserati-Team trat aber nur mit drei Fahrern (Fangio, Onofre Marimón und Felice Bonetto) an. Ferrari war mit seinen Stammpiloten Ascari, Giuseppe Farina, Luigi Villoresi und Fangio vertreten. Neben den Werksteams von Connaught (Prinz Bira, Roy Salvadori, Kenneth McAlpine) und Gordini (Maurice Trintignant, Jean Behra, Harry Schell) füllten noch zahlreiche, vor allem deutsche Privatfahrer das Feld. Insgesamt gingen 34 Nennungen ein, was aber angesichts der Länge der Strecke kein Problem darstellte.
Der Große Preis von Deutschland 1953 war das einzige Rennen in der Geschichte der Automobilweltmeisterschaft, an dem das Staatliche Rennkollektiv der DDR teilnahm.
Mit Ascari (dreimal) trat ein ehemaliger Sieger zu diesem Grand Prix an.

### Training
Im Training erreichte einzig Ascari eine Rundenzeit unter zehn Minuten und sicherte sich damit die Pole-Position vor Fangio, Farina und Hawthorn. Trintignant konnte je einen Maserati und Ferrari hinter sich lassen und belegte den fünften Startplatz in der zweiten Reihe. Seine Zeit war aber schon 22 Sekunden länger als die von Ascari. Wolfgang Seidel im Veritas, benötigte fast drei Minuten mehr als Ascari.

### Rennen
Den Start gewann Fangio, doch Ascari konnte ihn noch im Verlauf der ersten Runde überholen und diese mit einem Vorsprung von zehn Sekunden auf das Verfolgerfeld beenden. Der an zweiter Stelle liegende Fangio wurde von Hawthorn angegriffen. Die beiden lieferten sich in der Folge ein Duell, bei dem mal der eine, mal der andere vorn lag, am Ende einer Runde jedoch immer Hawthorn. Das Rennen schien sich zu einer in der Vergangenheit häufig gesehenen Alleinfahrt von Ascari zu entwickeln, bis er aus der fünften Runde auf nur drei Rädern die Box ansteuerte. Ein Rad hatte er verloren. Da er auf den drei Rädern auch nicht gut bremsen konnte, kam er erst hinter seiner Box zum Stehen. Das Zurückschieben und die Reparatur kosteten ihn vier Minuten. Jetzt lag Hawthorn vorn, Fangio immer noch dicht dahinter. Durch das Duell der beiden konnte Farina zu ihnen aufschließen und beide im Verlauf der achten Runde überholen. Fangio gelang es in dieser Runde außerdem, an Hawthorn vorbeizugehen. Diese Reihenfolge blieb bis ins Ziel unverändert. Es war Farinas fünfter und letzter Sieg in einem Weltmeisterschaftslauf. Ascari konnte nach seiner Reparatur wieder vier Plätze gutmachen, aber sein Wagen lag nach der Reparatur schlecht, und so tauschte er ihn am Ende der neunten Runde gegen den Wagen Villoresis. Mit diesem Wagen fuhr er die schnellste Runde (9:56,0 Minuten), doch in der 15. Runde musste er ihn mit Motorschaden an der Box abstellen. Dennoch konnte er am Ende des Rennens die Titelverteidigung feiern, denn keiner seiner verbleibenden Rivalen hatte das Rennen gewonnen.

## Meldeliste
| Team                      | Nr. | Fahrer                  | Chassis            | Motor              | Reifen |
| ------------------------- | --- | ----------------------- | ------------------ | ------------------ | ------ |
| Scuderia Ferrari          | 01  | Alberto Ascari          | Ferrari 500        | Ferrari 2.0 L4     | P      |
| Scuderia Ferrari          | 02  | Giuseppe Farina         | Ferrari 500        | Ferrari 2.0 L4     | P      |
| Scuderia Ferrari          | 03  | Mike Hawthorn           | Ferrari 500        | Ferrari 2.0 L4     | P      |
| Scuderia Ferrari          | 04  | Luigi Villoresi         | Ferrari 500        | Ferrari 2.0 L4     | P      |
| Officine Alfieri Maserati | 05  | Juan Manuel Fangio      | Maserati A6GCM     | Maserati 2.0 L6    | P      |
| Officine Alfieri Maserati | 06  | José Froilán González   | Maserati A6GCM     | Maserati 2.0 L6    | P      |
| Officine Alfieri Maserati | 07  | Felice Bonetto          | Maserati A6GCM     | Maserati 2.0 L6    | P      |
| Officine Alfieri Maserati | 08  | Onofre Marimón          | Maserati A6GCM     | Maserati 2.0 L6    | P      |
| Equipe Gordini            | 09  | Jean Behra              | Gordini T16 (1952) | Gordini 2.0 L6     | E      |
| Equipe Gordini            | 10  | Maurice Trintignant     | Gordini T16 (1952) | Gordini 2.0 L6     | E      |
| Equipe Gordini            | 11  | Harry Schell            | Gordini T16 (1952) | Gordini 2.0 L6     | E      |
| Ecurie Belge              | 12  | Johnny Claes            | Connaught A        | Lea-Francis 2.0 L4 | E      |
| Connaught                 | 14  | Prinz Bira              | Connaught A        | Lea-Francis 2.0 L4 | D      |
| Connaught                 | 15  | Roy Salvadori           | Connaught A        | Lea-Francis 2.0 L4 | D      |
| Connaught                 | 16  | Kenneth McAlpine        | Connaught A        | Lea-Francis 2.0 L4 | D      |
| Emmanuel de Graffenried   | 17  | Emmanuel de Graffenried | Maserati A6GCM     | Maserati 2.0 L6    | P      |
| Ecurie Francorchamps      | 18  | Jacques Swaters         | Ferrari 500        | Ferrari 2.0 L4     | E      |
| Cooper                    | 19  | Stirling Moss           | Cooper T24         | Alta 1.5           | D      |
| Ecurie Rosier             | 20  | Louis Rosier            | Ferrari 500        | Ferrari 2.0 L4     | D      |
| Hans Stuck                | 21  | Hans Stuck              | AFM-50             | Bristol 2.0 L6     | D      |
| Wolfgang Seidel           | 22  | Wolfgang Seidel         | Veritas RS         | BMW 2.0 L6         | D      |
| Willi Heeks               | 23  | Willi Heeks             | Veritas Meteor     | Veritas 2.0 L6     | D      |
| Theo Helfrich             | 24  | Theo Helfrich           | Veritas RS         | BMW 2.0 L6         | D      |
| Oswald Karch              | 26  | Oswald Karch            | Veritas RS         | BMW 2.0 L6         | D      |
| Helmut Niedermayr         | 28  | Theo Fitzau             | AFM-50             | BMW 2.0 L6         | D      |
| Ernst Loof                | 30  | Ernst Loof              | Veritas Meteor     | Veritas 2.0 L6     | D      |
| Erwin Bauer               | 31  | Erwin Bauer             | Veritas            | BMW 2.0 L6         | D      |
| Hans Herrmann             | 32  | Hans Herrmann           | Veritas Meteor     | Veritas 2.0 L6     | D      |
| Ecurie Espadon            | 34  | Kurt Adolff             | Ferrari 500        | Ferrari 2.0        | P      |
| Rennkollektiv EMW         | 35  | Edgar Barth             | EMW R1             | BMW 2.0 L6         | D      |
| Dora Greifzu              | 36  | Rudolf Krause           | BMW Greifzu        | BMW 2.0 L6         | D      |
| Ernst Klodwig             | 37  | Ernst Klodwig           | BMW-Eigenbau       | BMW 2.0 L6         | D      |
| Equipe Anglaise           | 38  | Alan Brown              | Cooper T23         | Bristol 2.0 L6     | D      |
| Equipe Anglaise           | 39  | Helm Glöckler           | Cooper T23         | Bristol 2.0 L6     | D      |
| Rodney Nuckey             | 40  | Rodney Nuckey           | Cooper T23         | Bristol 2.0 L6     | D      |
| Karl-Günther Bechem       | 41  | Karl-Günther Bechem     | AFM-50 Sport       | BMW 2.0 L6         | D      |

## Klassifikation

### Startaufstellung
| Pos. | Fahrer                  | Konstrukteur  | Zeit       | Startreihe |
| ---- | ----------------------- | ------------- | ---------- | ---------- |
| 01   | Alberto Ascari          | Ferrari       | 9:59,8     | 1 R        |
| 02   | Juan Manuel Fangio      | Maserati      | 10:03,7    | 1 RM       |
| 03   | Giuseppe Farina         | Ferrari       | 10:04,1    | 1 LM       |
| 04   | Mike Hawthorn           | Ferrari       | 10:12,6    | 1 L        |
| 05   | Maurice Trintignant     | Gordini       | 10:21,7    | 2 R        |
| 06   | Luigi Villoresi         | Ferrari       | 10:22,8    | 2 M        |
| 07   | Felice Bonetto          | Maserati      | 10:40,8    | 2 L        |
| 08   | Onofre Marimón          | Maserati      | 10:41,0    | 3 R        |
| 09   | Jean Behra              | Gordini       | 10:45,5    | 3 RM       |
| 10   | Harry Schell            | Gordini       | 10:46,6    | 3 LM       |
| 11   | Emmanuel de Graffenried | Maserati      | 10:46,6    | 3 L        |
| 12   | Stirling Moss           | Cooper        | 10:48,3    | 4 R        |
| 13   | Roy Salvadori           | Connaught     | 10:57,5    | 4 M        |
| 14   | Hans Herrmann           | Veritas       | 10:59,8    | 4 L        |
| 15   | Prinz Bira              | Connaught     | 11:02,1    | 5 R        |
| 16   | Kenneth McAlpine        | Connaught     | 11:07,3    | 5 RM       |
| 17   | Alan Brown              | Cooper        | 11:08,7    | 5 LM       |
| 18   | Willi Heeks             | Veritas       | 11:18,0    | 5 L        |
| 19   | Jacques Swaters         | Ferrari       | 11:18,9    | 6 R        |
| 20   | Rodney Nuckey           | Cooper        | 11:22,1    | 6 M        |
| 21   | Theo Fitzau             | A.F.M.        | 11:23,4    | 6 L        |
| 22   | Louis Rosier            | Ferrari       | 11:27,4    | 7 R        |
| 23   | Hans Stuck              | A.F.M.        | 11:37,2    | 7 RM       |
| 24   | Edgar Barth             | E.M.W.        | 11:40,8    | 7 LM       |
| 25   | Johnny Claes            | Connaught     | 11:45,5    | 7 L        |
| 26   | Rudolf Krause           | Paul Greifzu  | 11:49,5    | 8 R        |
| 27   | Kurt Adolff             | Ferrari       | 11:53,1    | 8 M        |
| 28   | Theo Helfrich           | Veritas       | 11:56,3    | 8 L        |
| 29   | Wolfgang Seidel         | Veritas       | 11:59,3    | 9 R        |
| 30   | Günther Bechem          | A.F.M.        | 12:13,3    | 9 RM       |
| 31   | Ernst Loof              | Veritas       | 12:16,8    | 9 LM       |
| 32   | Ernst Klodwig           | Ernst Klodwig | 12:24,6    | 9 L        |
| 33   | Erwin Bauer             | Veritas       | keine Zeit | 10 R       |
| 34   | Oswald Karch            | Veritas       | keine Zeit | 10 M       |
| 35   | Helm Glöckler           | Cooper        | keine Zeit |            |

### Rennen
| Pos. | Fahrer                  | Konstrukteur | Runden | Zeit       | Start | Schnellste Runde |
| ---- | ----------------------- | ------------ | ------ | ---------- | ----- | ---------------- |
| 01   | Giuseppe Farina         | Ferrari      | 18     | 3:02:25,0  | 03    |                  |
| 02   | Juan Manuel Fangio      | Maserati     | 18     | + 1:04,0   | 02    |                  |
| 03   | Mike Hawthorn           | Ferrari      | 18     | + 1:43,6   | 04    |                  |
| 04   | Felice Bonetto          | Maserati     | 18     | + 8:48,6   | 07    |                  |
| 05   | Emmanuel de Graffenried | Maserati     | 17     | + 1 Runde  | 11    |                  |
| 06   | Stirling Moss           | Cooper       | 17     | + 1 Runde  | 12    |                  |
| 07   | Jacques Swaters         | Ferrari      | 17     | + 1 Runde  | 19    |                  |
| 08   | Alberto Ascari          | Ferrari      | 9      | + 1 Runde  | 01    |                  |
| 08   | Luigi Villoresi         | Ferrari      | 8      | + 1 Runde  | 01    |                  |
| 09   | Hans Herrmann           | Veritas      | 17     | + 1 Runde  | 14    |                  |
| 10   | Louis Rosier            | Ferrari      | 17     | + 1 Runde  | 22    |                  |
| 11   | Rodney Nuckey           | Cooper       | 16     | + 2 Runden | 20    |                  |
| 12   | Theo Helfrich           | Veritas      | 16     | + 2 Runden | 28    |                  |
| 13   | Kenneth McAlpine        | Connaught    | 16     | + 2 Runden | 16    |                  |
| 14   | Rudolf Krause           | BMW          | 16     | + 2 Runden | 26    |                  |
| 15   | Ernst Klodwig           | BMW          | 15     | + 3 Runden | 32    |                  |
| 16   | Wolfgang Seidel         | Veritas      | 14     | + 4 Runden | 29    |                  |
| –    | Luigi Villoresi         | Ferrari      | 10     | DNF        | 06    |                  |
| –    | Alberto Ascari          | Ferrari      | 5      | DNF        | 06    | 9:56,0 (12.)     |
| –    | Alan Brown              | Cooper       | 15     | DNF        | 17    |                  |
| –    | Onofre Marimón          | Maserati     | 13     | DNF        | 08    |                  |
| –    | Edgar Barth             | E.M.W.       | 12     | DNF        | 24    |                  |
| –    | Johnny Claes            | Connaught    | 12     | DNF        | 25    |                  |
| –    | Oswald Karch            | Veritas      | 10     | DNF        | 34    |                  |
| –    | Willi Heeks             | Veritas      | 8      | DNF        | 18    |                  |
| –    | Jean Behra              | Gordini      | 7      | DNF        | 09    |                  |
| –    | Harry Schell            | Gordini      | 6      | DNF        | 10    |                  |
| –    | Prinz Bira              | Connaught    | 6      | DNF        | 15    |                  |
| –    | Theo Fitzau             | A.F.M.       | 3      | DNF        | 21    |                  |
| –    | Kurt Adolff             | Ferrari      | 3      | DNF        | 27    |                  |
| –    | Günther Bechem          | A.F.M.       | 2      | DNF        | 30    |                  |
| –    | Maurice Trintignant     | Gordini      | 1      | DNF        | 05    |                  |
| –    | Roy Salvadori           | Connaught    | 1      | DNF        | 13    |                  |
| –    | Erwin Bauer             | Veritas      | 1      | DNF        | 33    |                  |
| –    | Hans Stuck              | A.F.M.       | 0      | DNF        | 23    | –                |
| –    | Ernst Loof              | Veritas      | 0      | DNF        | 31    | –                |
| DNS  | Helm Glöckler           | Cooper       | –      | –          | –     | –                |

## WM-Stand nach dem Rennen
Die ersten fünf bekamen 8, 6, 4, 3 bzw. 2 Punkte; einen Punkt gab es für die schnellste Runde. Es zählten nur die vier besten Ergebnisse aus acht Rennen. Zahlen in Klammern sind Streichresultate.
 Fahrerwertung 
| Pos. | Fahrer                  | Konstrukteur         | Punkte      |
| ---- | ----------------------- | -------------------- | ----------- |
| 01   | Alberto Ascari          | Ferrari              | 33,5 (37,5) |
| 02   | Giuseppe Farina         | Ferrari              | 20          |
| 03   | Juan Manuel Fangio      | Maserati             | 19          |
| 04   | Mike Hawthorn           | Ferrari              | 18 (20)     |
| 05   | José Froilán González   | Maserati             | 13,5 (14,5) |
| 06   | Luigi Villoresi         | Ferrari              | 13          |
| 07   | Bill Vukovich           | Kurtis Kraft         | 9           |
| 08   | Emmanuel de Graffenried | Maserati             | 7           |
| 09   | Art Cross               | Kurtis Kraft         | 6           |
| 10   | Felice Bonetto          | Maserati             | 5           |
| 11   | Onofre Marimón          | Maserati             | 4           |
| 12   | Oscar Gálvez            | Maserati             | 2           |
| 13   | Sam Hanks               | Kurtis Kraft         | 2           |
| 14   | Duane Carter            | Kurtis Kraft         | 2           |
| 15   | Jack McGrath            | Kurtis Kraft         | 2           |
| 16   | Maurice Trintignant     | Gordini              | 2           |
| 17   | Fred Agabashian         | Kurtis Kraft         | 1,5         |
| 18   | Paul Russo              | Kurtis Kraft         | 1,5         |
| 19   | Jean Behra              | Gordini              | 0           |
| 20   | Louis Rosier            | Ferrari              | 0           |
| 21   | Harry Schell            | Gordini              | 0           |
| 22   | John Barber             | Cooper               | 0           |
| 23   | Peter Collins           | H.W.M.               | 0           |
| 24   | Prinz Bira              | Connaught            | 0           |
| 25   | Stirling Moss           | Cooper / Connaught   | 0           |
| 26   | Alan Brown              | Cooper               | 0           |
| 27   | Ken Wharton             | Cooper               | 0           |
| 28   | Jacques Swaters         | Ferrari              | 0           |
| 29   | Fred Wacker             | Gordini              | 0           |
| 30   | Frederic Roberts-Gerard | Cooper               | 0           |
| 31   | Johnny Claes            | Connaught / Maserati | 0           |
| 32   | Hans Herrmann           | Veritas              | 0           |
| 33   | Peter Whitehead         | Cooper               | 0           |
| 34   | Paul Frère              | H.W.M.               | 0           |
| 35   | André Pilette           | Connaught            | 0           |

| Pos. | Fahrer                  | Konstrukteur  | Punkte |
| ---- | ----------------------- | ------------- | ------ |
| 36   | Yves Giraud-Cabantous   | H.W.M.        | 0      |
| 37   | Louis Chiron            | OSCA          | 0      |
| 38   | Rodney Nuckey           | Cooper        | 0      |
| 39   | Theo Helfrich           | Veritas       | 0      |
| 40   | Kenneth McAlpine        | Connaught     | 0      |
| 41   | Rudolf Krause           | BMW           | 0      |
| 42   | Ernst Klodwig           | BMW           | 0      |
| 43   | Wolfgang Seidel         | Veritas       | 0      |
| –    | Robert Manzon           | Gordini       | 0      |
| –    | Carlos Menditéguy       | Gordini       | 0      |
| –    | Adolfo Schwelm-Cruz     | Cooper        | 0      |
| –    | Pablo Birger            | Simca-Gordini | 0      |
| –    | Roberto Mieres          | Gordini       | 0      |
| –    | Roy Salvadori           | Connaught     | 0      |
| –    | Lance Macklin           | H.W.M.        | 0      |
| –    | Georges Berger          | Simca-Gordini | 0      |
| –    | Arthur Legat            | Veritas       | 0      |
| –    | Élie Bayol              | OSCA          | 0      |
| –    | Jimmy Stewart           | Cooper        | 0      |
| –    | Tony Rolt               | Connaught     | 0      |
| –    | Jack Fairman            | H.W.M.        | 0      |
| –    | Ian Stewart             | Connaught     | 0      |
| –    | Duncan Hamilton         | H.W.M.        | 0      |
| –    | Frederic Roberts-Gerard | Cooper        | 0      |
| –    | Anthony Crook           | Cooper        | 0      |
| –    | Edgar Barth             | E.M.W.        | 0      |
| –    | Oswald Karch            | Veritas       | 0      |
| –    | Willi Heeks             | Veritas       | 0      |
| –    | Theo Fitzau             | A.F.M.        | 0      |
| –    | Kurt Adolff             | Ferrari       | 0      |
| –    | Günther Bechem          | A.F.M.        | 0      |
| –    | Erwin Bauer             | Veritas       | 0      |
| –    | Hans Stuck              | A.F.M.        | 0      |
| –    | Ernst Loof              | Veritas       | 0      |